# British Aerospace Jetstream 41
British Aerospace Jetstream 41 — британский турбовинтовой ближнемагистральный самолёт. Разработан компанией British Aerospace на основе предыдущей модели Jetstream 31. Выпускался с 1992 по 1997 годы. Выпущено 106 самолётов.

## Разработка. Конструкция самолёта
Разработанный на основе предыдущей модели 31, Jetstream 41 отличается от неё, в первую очередь, удлиненным на 4.88 м фюзеляжем, спроектированным заново. Увеличен размах крыла, переработана его механизация. Изменена конструкция мотогондол, установлены двигатели Garrett TPE331. Улучшена авионика кабины.

## Эксплуатация
Крупнейшими операторами самолёта являются следующие авиакомпании (указано число машин): Eastern Airways (Великобритания) (23), South African Airlink (12), EasyFly (Колумбия) (9), Venezolana (9), Yeti Airlines (Непал) (7), Sky Express (Греция) (5).

## Лётно-технические характеристики
Экипаж: 3 (2 пилота + бортпроводник)
Пассажировместимость: 29 — 30
Длина: 19.25 м
Размах крыльев: 18.42 м
Высота: 5.74 м
Вес (пустой): 6,416 кг
Максимальный взлетный вес: 10,886 кг
Силовая установка: 2 × ТВД AlliedSignal TPE331-14GR/HR мощностью 1,250 кВт каждый
Крейсерская скорость: 482 км/ч
Дальность: 2,306 км
Практический потолок: 7,925 м

## Аварии и катастрофы
По данным сайта Aviation Safety Network, на 10 января 2020 года в различных инцидентах было потеряно 6 самолётов Jetstream 41. В катастрофах погибли 6 человек.
| Дата       | Бортовой номер | Место происшествия | Жертвы | Краткое описание |
| ---------- | -------------- | ------------------ | ------ | --- |
| 07.01.1994 | N304UE         | Колумбус           | 5/8    | При заходе на посадку зацепил деревья, затем врезался в здание и загорелся.                                                                           |
| 29.12.2000 | N323UE         | Шарлотсвилл        | 0/18   | Выкатился за пределы ВПП. |
| 08.07.2002 | N310UE         | Питтсбург          | 0/0    | Получил серьёзные повреждения в ангаре. |
| 24.09.2009 | ZS-NRM         | Дурбан             | 1/3    | Рухнул на поле из-за проблем с двигателями сразу после взлёта. Пилот погиб, остальные 2 члена экипажа и 1 человек на земле получили серьёзные травмы. |
| 02.02.2015 | SX-DIA         | Родос              | 0/19   | Жёсткая посадка при сильном боковом ветре. |
| 24.09.2016 | 9N-AIB         | Бхайрахава         | 0/32   | Выкатился за пределы ВПП, получил серьёзные повреждения.                                                                                              |